# Židovská národní rada

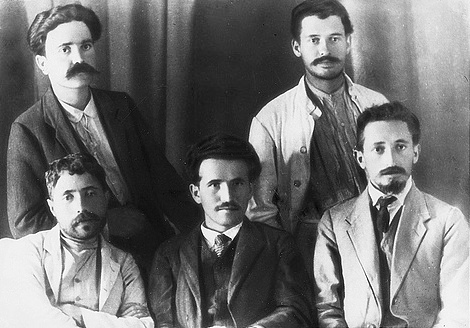
Přední sionistické osobnosti. Jicchak Ben Cvi (vpravo dole) a nalevo od něj David Ben Gurion a Josef Chajim Brenner. V horní řadě stojí Aharon Re'uveni a Ja'akov Zerubavel, 1912

Židovská národní rada (hebrejsky ועד לאומי‎, Va'ad le'umi; anglicky Jewish National Council [JNC]) byla hlavní národní institucí židovské komunity (jišuvu) v rámci Britského mandátu Palestina.

## Historie
Židovská národní rada byla spolu s Histadrutem a Haganou založena roku 1920, za účelem vytvoření židovské samosprávy. Jejím prvním předsedou byl rabín Abraham Isaac Kook.
Organizace reprezentovala téměř všechny hlavní židovské frakce, nicméně několik malých skupin z počátku odmítalo vytvoření centrálního vedení. Zejména Agudat Jisra'el vstoupila jen v roce 1935. Členové Židovské národní rady se rovněž účastnili setkání Sionistické generální rady (ha-Va'ad ha-po'el ha-cijoni).

### Role při založení Izraele
Za vztahy s Araby, spojení s Židovskou agenturou a vyjednávání s britskou vládou bylo odpovědné politické oddělení Židovské národní rady. Jak se jišuv rozrůstal, Židovská národní rada přibírala více funkcí, jako je vzdělání, zdravotní a sociální péče, vnitřní obrana a bezpečnostní otázky a během druhé světové války organizovala nábor židovských mužů do britských ozbrojených sil. Ve 40. letech se rozrostla o oddělení pro fyzický výcvik, kulturu, tisk a informace.
Zpráva Anglo-amerického vyšetřovacího výboru z roku 1946 tvrdí:
Židé se pod záštitou Židovské agentury a Va'ad le'umi vyvinuli v silnou a pevně sevřenou komunitu. Prakticky zde existuje židovský neteritoriální stát s vlastní exekutivou a zákonodárnými orgány…

Když byl v roce 1948 založen Stát Izrael, posloužila struktura jednotlivých oddělení jako základ pro vládní ministerstva. 2. března 1948 se Židovská národní rada rozhodla zformovat prozatímní vládu a 14. května 1948 (den, kdy vypršel britský mandát) se její členové sešli v Telavivském muzeu umění a podepsali Deklaraci nezávislosti Státu Izrael. Členové Židovské národní rady utvořili přechodnou vládu rodícího se Izraele.

## Oddělení
- Politické oddělení
- Školské oddělení
- Zdravotní oddělení
- Oddělení komunit
- Rabinát
- Oddělení sociální péče

## Prezidenti
- 1920-1929 David Jelin
- 1929-1931 Pinchas Rutenberg
- 1939-1944 Jicchak Ben Cvi
- 1944-1948 David Remez